# 피아노 삼중주 6번 (베토벤)
《피아노 삼중주 6번 내림마장조, 작품 번호 70-2》은 루트비히 판 베토벤에 의해 쓰인 "두 개의 피아노 삼중주, 작품 번호 70" 세트의 두 번째 작품이다. 
참고로, 베토벤의 열두 개의 피아노 삼중주의 장르 일련번호는 표준화되어 있지 않으며, 다른 출처에서는 이 작품의 장르 일련번호가 6번이 아닌 다른 번호이거나 주어지지 않았을 수도 있다.

## 개요
1808년에 베토벤은 오스트리아의 루돌프 대공에게 헌정할 목적으로 피아노 소나타를 쓰기 시작했지만, 당시 안나 마리 폰 에르되디 백작부인이 피아노 삼중주의 신작을 계속해서 의뢰했기 때문에, 당초의 계획을 변경하여 "두 개의 피아노 삼중주, 작품 번호 70", 즉, "70-1"《피아노 삼중주 5번》와 "70-2"《피아노 삼중주 6번》를 작곡했다고 한다. 
당시 에르되디 백작 부인의 플로리드스도르프 저택에 몸을 의지하고 있었던 베토벤은, 그녀의 의뢰를 떠나, 그녀의 노력에 의해 종신연금을 받게 된 것에 대해 감사의 표시로 이 작품을 쓴 것으로 여겨진다. 또 다르게 예상할 수 있는 것은, 당시 에르되디 백작 부인이 베토벤이 루돌프 대공에게 헌정하기 위한 작품을 쓰고 있다는 것을 알아차리고 그에게 섭섭함을 내비쳤을 때, 베토벤이 당초의 계획을 변경, 사과와 함께 그녀에게 헌정할 이 작품을 썼을 수 있다는 것인데, 이 사실은 현재 의문시되고 있다. 
이 작품은 《대공 삼중주》와 함께 오늘날 작곡가의 가장 유명한 피아노 삼중주 중 하나로 인식되고 있는 것으로, 루돌프 대공은 원래 이 삼중주의 헌정자가 되기를 원했다고 한다.
"작품 번호 70"의 두 개의 삼중주는 모두 초연과 출판이 같이 이루어졌다. 초연은 1808년 12월(날짜 미상)에 에르되디 백작부인의 저택에서 사적 연주회로서 진행되었다. 이때 피아노는 베토벤이 직접 연주했고, 바이올린과 첼로는 이그나츠 슈판치히와 요제프 링케에 의해 각각 연주되었다. 초판은 1809년 8월에 라이프치히의 브라이코 운트 헤르텔 사를 통해 간행되었다. 이후 마리 폰 에르되디 백작부인에게 헌정되었다.
E. T. A. 호프만은 1813년에 일반음악신문에서 "작품 번호 70"의 두 삼중주를 높이 평가하고 칭찬했다. 그는 음악을 사회의 지루함을 몰아내기 위한 부업으로 사용하는 유행을 한탄하며, "가볍고 즐거운 음악으로만 대처할 수 있는 일부 음악가들은 베토벤의 작품 번호 70에 압도될 수 있다"고 말했다. 마찬가지로, 장 위톨드는 베토벤의 모든 작품 가운데 "작품 번호 70"을 별도의 자리에 놓아야 한다고 여겼고, 두 개의 삼중주에 특권을 부여했다.
카를 체르니에 따르면 베토벤이 헝가리 여행에서 들은 크로아티아 민요를 이 악곡에서 사용했다고 한다.

## 악장 구성
이 삼중주는 전 네 개의 악장으로 구성되어 있다. 연주 시간은 32분 정도가 소요된다.

### 제1악장. 포코 소스테누토 - 알레그로 마 논 트로포
서주: 포코 소스테누토, 4/4 박자. 주요부: 알레그로 마 논 트로포, 내림마장조, 6/8 박자.
서주는 첼로 바이올린 피아노로 이어지는 카논적 서법으로 조성이 잘 드러나지 않는다. 템포를 빠르게 해서 첫 번째 주제가 현악기로 제시된다. 제1주제에 기초한 발전적 경과구가 진행되면 서주 성격의 악구가 나타나고 이어 피아노가 내림나장조로 제2주제를 제시한다.이 서주의 악구는 1악장을 통해 1, 2주제의 직전에 반드시 나타난다.

### 제2악장. 알레그레토
다장조. 2/4 박자.
이 악장은 론도 형식적인 여섯 개의 부분과 코다로 구성되어 있다. 피아노의 도입에 이어 투티에서 첫 번째 주제가 제시된다. 이 제1주제는 다단조의 제2주제를 사이에 두고 2회 연주되고 그 후에 제3주제가 다단조로 제시되지만, 이윽고 제2주제의 변주가 된다. 코다는 제1주제를 사용한 짧은 것으로, 마지막은 다단조로 끝난다.

### 제3악장. 알레그로 마 논 트로포
내림가장조. 3/4 박자.
피아노 반주에 맞춰 바이올린이 주제를 노래한다. 트리오는 내림마장조로 피아노가 호소하고 바이올린이 대답한다. 다시 첫 번째 주제가 돌아온 뒤 코랄풍의 울림을 가진 현악기의 이중주에 피아노가 응하는 두 번째 트리오가 온다.

### 제4악장. 피날레. 알레그로
내림마장조. 2/4 박자.
피아노에 의한 서주에서 시작, 현악기가 거기에 응해 화음을 나타낸다. 이 서주에 이어 제1주제가 피아노로 제시된다. 제2주제는 사장조에서 장식을 수반한 동기로 시작하고 리드믹하게 상행한다. 전개부는 서주의 소재를 중심으로 전개된다.